# سیارک ۲۱۶۸۶
سیارک ۲۱۶۸۶ (به انگلیسی: 21686 Koschny، نامگذاری:1999RB36) بیست و یک هزار و ششصد و هشتاد و ششمین سیارک کشف شده‌است که در ۱۱ سپتامبر ۱۹۹۹ کشف شد.
قدر مطلق سیارک برابر ۱۶٫۱۰ است.